# Bundesstraße 409
Pour les articles homonymes, voir Route 409.
La Bundesstraße 409 était une Bundesstraße dans le Land de Rhénanie-Palatinat.

## Géographie
Elle va de la frontière belge près de Steinebrück (commune de Winterspelt) par Winterspelt, Habscheid jusqu'à Pronsfeld, où elle se terminait à la Bundesstraße 410.
Côté belge, le parcours de l'ancienne B 409 se poursuit comme la N 646 en direction de Saint-Vith.

## Histoire
La B 409 est déclassée en Landesstraße 16 en 1993 après l'achèvement (principalement à deux voies) du tronçon parallèle de la Bundesautobahn 60 entre Steinebrück et Prüm.